# Anna Hedh

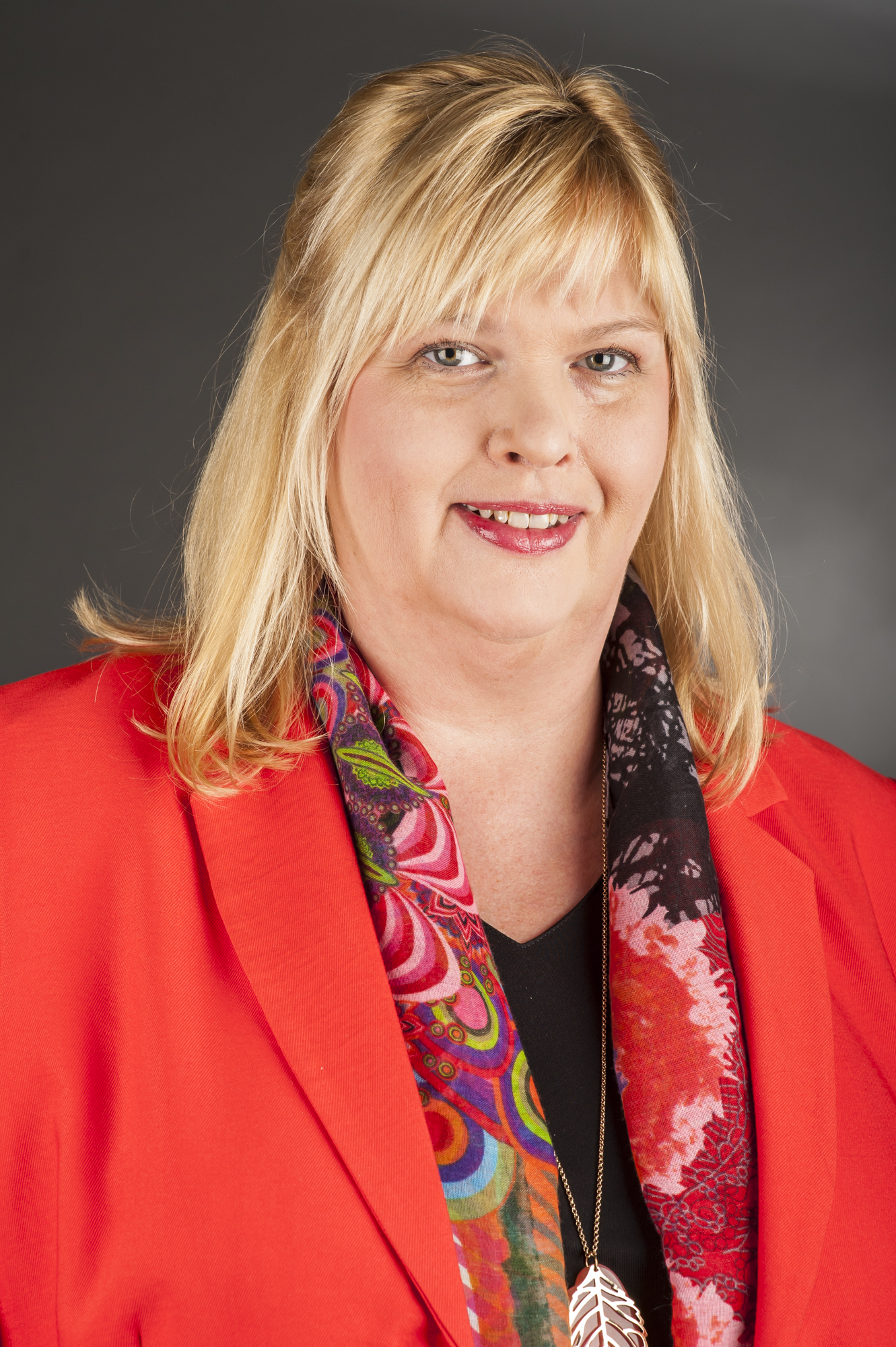
Anna Hedh 2014

Anna Hedh (* 18. März 1967 in Uppsala) ist eine schwedische Politikerin (Socialdemokraterna).
Hedh hatte verschiedene berufliche Tätigkeiten inne, in denen sie vor allem mit Kindern und Jugendlichen zu tun hatte, ehe sie in die Politik wechselte. Sie gehörte bei den Sozialdemokraten der Exekutive des Parteiverbandes von Kalmar län sowie dem Gemeinderat von Mörbylånga an. Seit 2000 ist sie Mitglied der landesweiten Exekutive, dem sogenannten Vertrauensrat. Seit 2004 gehört sie dem Europäischen Parlament an.

## Tätigkeiten als EU-Parlamentarierin
Hedh ist Mitglied der Fraktion der Progressiven Allianz der Sozialisten & Demokraten im Europäischen Parlament.
In der Periode 2009 bis 2014 ist sie stellvertretende Vorsitzende in der Delegation für die Beziehungen zur Schweiz und zu Norwegen, im Gemischten Parlamentarischen Ausschuss EU-Island und im Gemischten Parlamentarischen Ausschuss Europäischer Wirtschaftsraum.
Ebenso ist sie Mitglied im Ausschuss für bürgerliche Freiheiten, Justiz und Inneres. 
Als Stellvertreterin ist sie im Ausschuss für Binnenmarkt und Verbraucherschutz, im Sonderausschuss gegen organisiertes Verbrechen, Korruption und Geldwäsche sowie in der Delegation für die Beziehungen zu den Ländern Mittelamerikas.